# Yanzhuang Shuiku
Yanzhuang Shuiku är en reservoar i Kina. Den ligger i provinsen Guangdong, i den södra delen av landet, omkring 180 kilometer nordost om provinshuvudstaden Guangzhou. Yanzhuang Shuiku ligger 245 meter över havet. Arean är 0,48 kvadratkilometer. I omgivningarna runt Yanzhuang Shuiku växer i huvudsak städsegrön lövskog. Den sträcker sig 1,1 kilometer i nord-sydlig riktning, och 0,8 kilometer i öst-västlig riktning.
Genomsnittlig årsnederbörd är 2 147 millimeter. Den regnigaste månaden är maj, med i genomsnitt 412 mm nederbörd, och den torraste är oktober, med 15 mm nederbörd.